# وشم الأعضاء التناسلية
وشم الأعضاء التناسلية هي ممارسة تقوم على وضع علامات دائمة على جلد الأعضاء التناسلية في شكل وشم.

## السبب
على الرغم من أن الوشم صار «ظاهرة شعبية» في البلدان الغربية بشكل عام إلا أن وشم الأعضاء التناسلية لا زال نادرا نسبيا. في الحقيقة هناك العديد من الأسباب المحتملة لذلك من بينها أن منطقة الأعضاء التناسلية حساسة وغير مرئية في الكثير من الأحيان وبالتالي فإن الوشم على مستوى تلك المنطقة لن يظهر إلا للقليل كما أن الشعر يقوم بتغطية تلك الوشوم في حالة استطالته. لكن وفي المقابل فهناك العديد ممن يرفض وضع الوشم في هذه المناطق _وغيرها_ لمجموعة متنوعة من الأسباب من بينها تلك الدينية والاجتماعية والنفسية وغيرها.

## أماكن الوشم
يُمكن أن يتم وشم كامل المنطقة التناسلية بما في ذلك حشفة القضيب، القضيب نفسه، كيس الصفن، الناحية العانية بل حتى الشفران.

## الدافع
هناك العديد من الأسباب التي تدفع الشخص (سواء كان ذكرا أم أنثى) إلى وشم أعضائه التناسلية. من بين هذه الأسباب عامل الجمالية حيث أن الوشوم على مستوى الأعضاء التناسلية تُعطي رونقا خاصا خاصة عندما يتم وشمها بالتناسق مع شعر العانة، أما آخرون فيقومون بذلك للحصول على تصميم أو مظهر خاص حول المنطقة الحساسة.
بعض الرجال بقومون بوضع وشوم على مستوى القضيب للحصول على شكل ما من قبيل جذع الفيل وما إلى ذلك. نفس الأمر بالنسبة للمرأة فهي تقوم بتصاميم مماثلة مثل وجوه الحيوانات. جذير بالذكر هنا أن هناك من توشم على مستوى الحلمات وفي أجزاء أخرى من الجسم.